# Lentulus Batiatus
Gnaeus Cornelius Lentulus Batiatus byl římský vlastník gladiátorské školy v Capui v jižní Itálii (blízko sopky Vesuv). Z této školy roku 73 př. n. l. uprchl Spartakus s dalšími asi 70 gladiátory a otroky. To vedlo ke třetímu neúspěšnému povstání otroků ve starověkém Římě (73 - 71 před naším letopočtem).

## Ve filmu
Batiata hraje Peter Ustinov ve filmu Stanleyho Kubricka  z roku 1960, Spartakus, za který byl Ustinov odměněn Oscarem za nejlepší mužský herecký výkon ve vedlejší roli. 
Ian McNeice hrál Batiata v televizní adaptaci Spartakus z roku 2004.
John Hannah ztvárnil Batiata v sériích televize Starz Spartacus: Blood and Sand roku 2010 a Spartacus: Gods of the Arena roku 2011.